# ウソはホントの恋のはじまり
『ウソはホントの恋のはじまり』（原題:A Case of You）は2013年に公開されたアメリカ合衆国のロマンティック・コメディ映画である。監督はカット・コイロ、主演はジャスティン・ロングとエヴァン・レイチェル・ウッドが務めた。

## 概略
ニューヨーク。小説家のサムは思い通りにならない日々の暮らしにうんざりしていた。大作映画のノベライズ版を手がけたところ、それがベストセラーになったため、サムはエージェント（アラン）からノベライズを専門にしてはどうかと勧められていた。しかし、サムはあくまでもオリジナルの小説で勝負するつもりでいた。また、サムは近所のコーヒー店で働くバーディーに片思いをしていたが、どうやって話しかけたら良いのか分からずにいた。
そんなある日、ルームメイトのエリオットのアドバイスもあって、サムはバーディーのFacebookアカウントをチェックしていた。閲覧中、サムは「バーディーの好きなものに自分も関心がある風に装えば、彼女を惹きつけることができるのではないか」と閃き、早速そのアイデアを実行することにした。

## キャスト
- サム：ジャスティン・ロング
- バーディー：エヴァン・レイチェル・ウッド（宇乃音亜季）
- エリオット：キーア・オドネル
- アシュリー：ビジー・フィリップス
- ゲイリー：サム・ロックウェル（片山公輔）
- サラ：シエナ・ミラー
- トニー：ブレンダン・フレイザー（江原実）
- アラン：ヴィンス・ヴォーン（水越健）
- ジェラルド：ピーター・ディンクレイジ
- スコット：ピーター・ビリングスリー
- ジェミリー：ミズオ・ペック
- ロベルト：エミリオ・デルガート
- リリー：サヴァンナ・ワイズ
- アナウンサー：スコット・アツィット

## 製作
2012年2月8日、ジャスティン・ロング、エヴァン・レイチェル・ウッド、ピーター・ディンクレイジの出演が決まったと報じられた。16日、キーア・オドネル、ビジー・フィリップス、シエナ・ミラー、ブレンダン・フレイザーがキャスト入りした。8月28日、マテオ・メッシーナが本作で使用される楽曲を手がけるとの報道があった。

## 公開・マーケティング
2013年2月15日、IFCフィルムズが本作の全米配給権を獲得した。4月21日、本作はトライベッカ映画祭でプレミア上映された。9月24日、本作のオフィシャル・トレイラーが公開された。

## 評価
本作に対する批評家からの評価は平凡なものに留まっている。映画批評集積サイトのRotten Tomatoesには19件のレビューがあり、批評家支持率は47%、平均点は10点満点で4.8点となっている。また、Metacriticには9件のレビューがあり、加重平均値は38/100となっている。